# Софія Саксен-Лауенбурзька (1521–1571)
Софія Саксен-Лауенбурзька (нім. Sophie von Sachsen-Lauenburg, 1521 — 13 травня 1571) — саксен-лауенбурзька принцеса з династії Асканіїв, донька герцога Саксен-Лауенбургу Магнуса I та принцеси Брауншвейг-Вольфенбюттельської Катерини, дружина графа Ольденбурзького та Дельменгорстського Антона I.

## Біографія
Народилась у 1521 році. Була п'ятою дитиною та четвертою донькою в родині герцога Саксен-Лауенбурзького Магнуса I та його дружини Катерини Брауншвейг-Вольфенбюттельської. Мала старшого брата Франца й сестер: Доротею, Катерину та Клару. Згодом в сім'ї з'явилась молодша донька Урсула. Мешкало сімейство у замках Лауенбургу та Рацебургу.
1 січня 1537 року стала дружиною 32-річного графа Ольденбурзького та Дельменгорстського Антона I. Вінчання пройшло в Ольденбурзі. У подружжя народилося шестеро дітей
Померла Софія у віці близько 50 років 13 травня 1571. Була похована у крипті церкви Святого Ламберта в Ольденбурзі.

## Родина

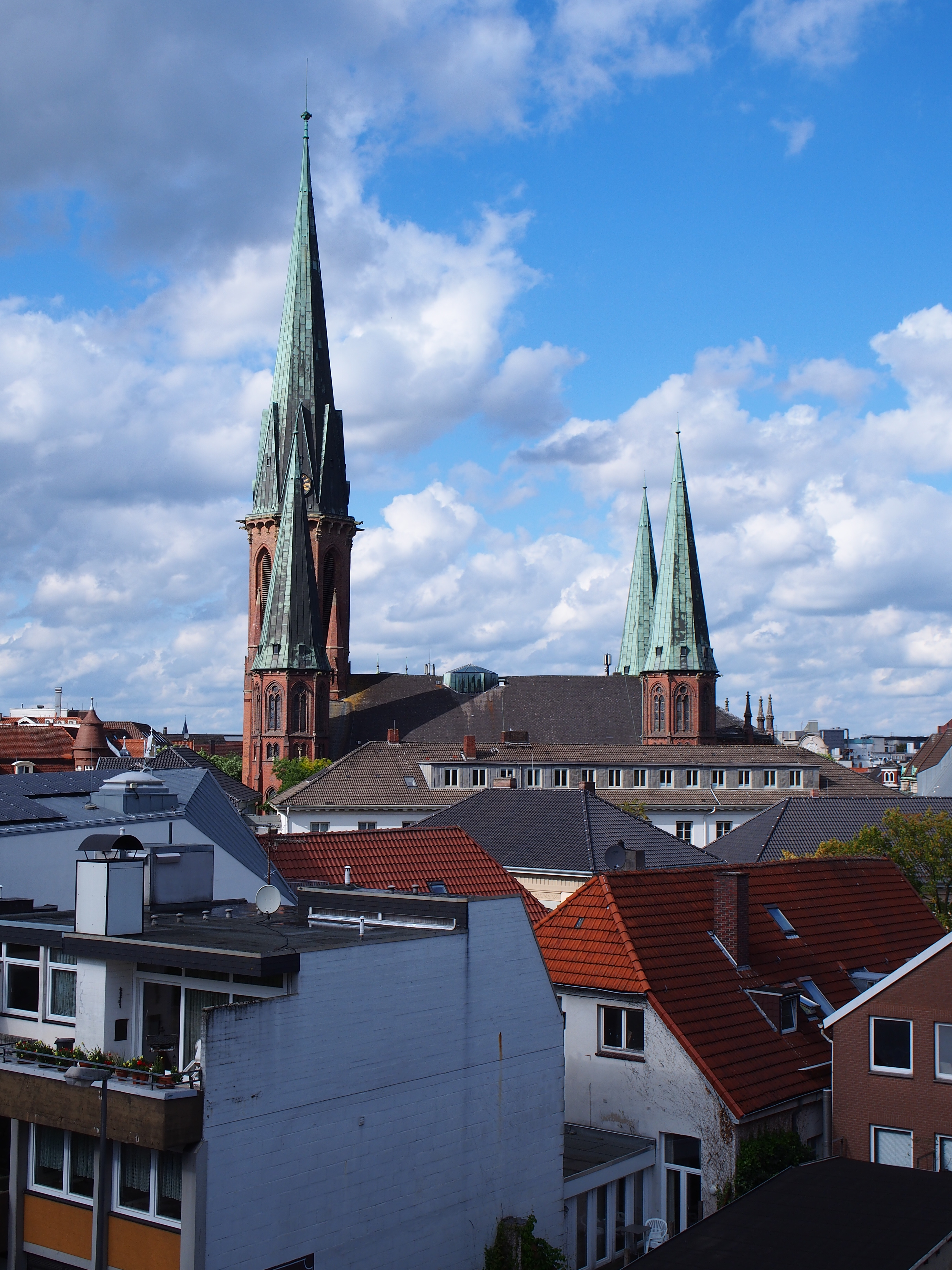
Церква Святого Ламберта в Ольденбурзі

Чоловік — Антон I, граф Ольденбурзький та Дельменгорстський.
Діти:
- Катерина (1538—1620) — дружина  графа фон Гойя Альбрехта II, дітей не мала;
- Анна (1539—1579) — дружина графа Шварцбург-Зондерсгаузену Йоганна Ґюнтера I, мала дванадцятеро дітей;
- Йоганн (1540—1603) — граф Ольденбургу у 1573—1603 роках, був одружений з графинею Єлизаветою Шварцбурзькою, мав шестеро дітей;
- Крістіан (1544—1570) — чернець у Кельні;
- Клара (1547—1598) — одружена не була, дітей не мала;
- Антон (1550—1619) — граф Дельменгорсту у 1577—1619 роках, був одруженим із принцесою Сибіллою Єлизаветою Брауншвейг-Данненберзькою, мав одинадцятеро дітей.